# Pleusymtes glabroides
Pleusymtes glabroides är en kräftdjursart som först beskrevs av Henry Fowler Dunbar 1954.  Pleusymtes glabroides ingår i släktet Pleusymtes och familjen Pleustidae. Inga underarter finns listade i Catalogue of Life.